# MY SUGAR CAT
「MY SUGAR CAT」（マイ・シュガー・キャット）は、2006年7月26日に発売された中島美嘉の19枚目のシングル。

## 概要
- 表題曲は、「接吻」以来のレゲエ・チューン。
- カップリング曲には、BEGINの「恋しくて」のカバー。
- オリコン週間シングルチャートでトップ10入りを逃した。リカットシングルの『ひとり』を除く新曲シングルとしては初めてである。

## 収録曲

### CD
1. MY SUGAR CAT
  - 作詞：中島美嘉／作曲：五島良子／編曲：森俊也
  - カネボウ化粧品「KATE」CMソング
2. 恋しくて
  - 作詞・作曲：BEGIN／編曲：塚本功
3. MY SUGAR CAT（Instrumental）
4. 恋しくて（Instrumental）

### アナログ
A面
1. MY SUGAR CAT
2. MY SUGAR CAT（Instrumental）

B面
1. 恋しくて
2. 恋しくて（Instrumental）

## 収録アルバム
- YES (#1)
- NO MORE RULES. (#1)
- ずっと好きだった〜ALL MY COVERS〜 (#2)
- DEARS (#1)